# Kentaro Shigematsu
Kentaro Shigematsu (重松 健太郎, Shigematsu Kentaro), né le 15 avril 1991, est un footballeur japonais. Il évolue au poste d'attaquant au FC Ryukyu en prêt du FC Osaka.

## Biographie
Kentaro Shigematsu commence sa carrière professionnelle au FC Tokyo. Afin de gagner du temps de jeu, il est prêté en 2011 à l'Avispa Fukuoka, en 2012 au Ventforet Kōfu puis en 2013 au Ehime FC.

## Palmarès
- Vainqueur de la Coupe Suruga Bank en 2010 avec le FC Tokyo